# DHB-Pokal 2021/22
Die Handballspiele um den DHB-Pokal 2021/22 der Männer fanden zwischen August 2021 und April 2022 statt. Gewinner war zum zwölften Mal der THW Kiel.

## Spielzeit
Die erste Runde wurde am Wochenende des 28./29. August ausgespielt. Am Wochenende des 23./24. April 2022 fand das Final Four um den DHB-Pokal in der Hamburger Barclays Arena statt, bei dem der THW Kiel seinen zwölften Pokalsieg feiern konnte.
Titelverteidiger der erst im Jahr 2021 beendeten Pokalspielzeit 2019/20 war der TBV Lemgo.

## Hauptrunden

### 1. Runde
Die Spielpaarungen der 1. Runde im DHB-Pokal wurden am 20. Juli 2021 in der Geschäftsstelle in der LIQUI MOLY Handball-Bundesliga (HBL) in Köln unter Aufsicht von Andreas Thiel als Justiziar der HBL ausgelost. Dazu wurden 24 Vereine in zwei Lostöpfe aufgeteilt. Zehn dieser Vereine, die in der neuen Spielzeit in der 3. Liga an den Start gehen, genossen automatisch Heimrecht. Die Zuteilung auf die beiden Töpfe orientierte sich an der Ligazugehörigkeit der vergangenen Saison 2020/21.
Die 1. Runde wurde am Wochenende 28./29. August ausgespielt. Der Gewinner jeder Partie zog in die 2. Runde des DHB-Pokals ein.
| Datum           | Heimmannschaft (Liga)                   | Gastmannschaft (Liga)        | Ergebnis (Halbzeitstand) | Zuschauer (*) |
| --------------- | --------------------------------------- | ---------------------------- | ------------------------ | ------------- |
| 28. August 2021 | HSG Rodgau Nieder-Roden (3. Liga)       | DJK Rimpar (2. Liga)         | 31:33 (15:18)            | 0262          |
| 28. August 2021 | HC Empor Rostock (2. Liga)              | SG BBM Bietigheim (2. Liga)  | 19:26 (08:14)            | 0300          |
| 28. August 2021 | TGS Pforzheim (3. Liga)                 | ASV Hamm-Westfalen (2. Liga) | 26:36 (08:19)            | 0414          |
| 28. August 2021 | ATSV Habenhausen (3. Liga)              | TSV Bayer Dormagen (2. Liga) | 24:27 (10:12)            | 0200          |
| 28. August 2021 | SV 64 Zweibrücken (3. Liga)             | TuS N-Lübbecke (1. Liga)     | 23:30 (12:15)            | 0350          |
| 29. August 2021 | HC Oppenweiler/Backnang (3. Liga)       | TV Hüttenberg (2. Liga)      | 25:32 (15:19)            | 0199          |
| 28. August 2021 | OHV Aurich (3. Liga)                    | TV Großwallstadt (2. Liga)   | 27:31 (13:17)            | 0369          |
| 27. August 2021 | SG Pforzheim/Eutingen (3. Liga)         | VfL Gummersbach (2. Liga)    | 20:25 (08:14)            | 0350          |
| 27. August 2021 | VfL Eintracht Hagen (2. Liga)           | TuS Ferndorf (2. Liga)       | 30:32 (16:18)            | 0340          |
| 26. August 2021 | 1. VfL Potsdam (3. Liga)                | EHV Aue (2. Liga)            | 26:28 (11:15)            | 0412          |
| 29. August 2021 | VfL Lübeck-Schwartau (2. Liga)          | ThSV Eisenach (2. Liga)      | 31:35 (11:18)            | 0307          |
| 29. August 2021 | Handball Sport Verein Hamburg (1. Liga) | HC Elbflorenz (2. Liga)      | 30:25 (14:14)            | 0650          |

- * Die Zahl der Zuschauer war in dieser Spielzeit während der COVID-19-Pandemie wegen der besonderen, regional verschiedenen Hygienevorschriften der Länder begrenzt.

### 2. Runde
Die Auslosung der 2. Runde des DHB-Pokals wurde am 4. September im Rahmen des Pixum Super Cups in Düsseldorf durchgeführt. Hier starten die Sieger der Partien aus der 1. Runde, zudem die Klubs mit der Tabellenplatzierung 1 bis 18 der Bundesligasaison 2020/21 und zwei Klubs aus dem DHB-Amateur-Pokal.
Die Partien werden am 5., 6., 7. und 21. Oktober 2021 ausgetragen, die Sieger ziehen in das Achtelfinale ein.
| Datum                | Heimmannschaft (Liga)                       | Gastmannschaft (Liga)              | Ergebnis (Halbzeitstand) | Zuschauer (*) |
| -------------------- | ------------------------------------------- | ---------------------------------- | ------------------------ | ------------- |
| 21. Oktober 2021 * 3 | TuS N-Lübbecke (1. Liga) * 1                | SC Magdeburg (1. Liga)             | 23:30 (12:14)            | 00536         |
| 6. Oktober 2021      | EHV Aue (2. Liga)                           | THW Kiel (1. Liga)                 | 26:38 (12:17)            | 01453         |
| 6. Oktober 2021      | Handball Sport Verein Hamburg (1. Liga) * 2 | Füchse Berlin (1. Liga)            | 28:29 (14:17)            | 01895         |
| 6. Oktober 2021      | TV Hüttenberg (2. Liga)                     | Frisch Auf Göppingen (1. Liga)     | 26:40 (11:20)            | 0462          |
| 7. Oktober 2021      | VfL Gummersbach (2. Liga)                   | TuS Ferndorf (2. Liga)             | 30:22 (14:14)            | 01103         |
| 6. Oktober 2021      | HC Erlangen (1. Liga)                       | SG Flensburg-Handewitt (1. Liga)   | 29:26 (16:12)            | 0–            |
| 6. Oktober 2021      | HSG Nordhorn-Lingen (2. Liga)               | HBW Balingen-Weilstetten (1. Liga) | 29:25 (12:11)            | 0810          |
| 5. Oktober 2021      | TSV Bayer Dormagen (2. Liga)                | TBV Lemgo Lippe (1. Liga) * P      | 28:31 (17:16)            | 0833          |
| 5. Oktober 2021      | SG Langenfeld 92/72 (Niederrhein)           | TSV Hannover-Burgdorf (1. Liga)    | 19:42 (08:20)            | 0350          |
| 6. Oktober 2021      | ASV Hamm-Westfalen (2. Liga)                | TV Großwallstadt (2. Liga)         | 33:29 (15:15)            | 0467          |
| 5. Oktober 2021      | Eulen Ludwigshafen (2. Liga)                | TSV GWD Minden (1. Liga)           | 23:24 (09:12)            | 0743          |
| 5. Oktober 2021      | DJK Rimpar Wölfe (2. Liga)                  | TVB Stuttgart (1. Liga)            | 26:34 (15:14)            | 0177          |
| 5. Oktober 2021      | SC DHfK Leipzig (1. Liga)                   | Rhein-Neckar Löwen (1. Liga)       | 24:31 (12:15)            | 02537         |
| 6. Oktober 2021      | ThSV Eisenach (2. Liga)                     | HSG Wetzlar (1. Liga)              | 25:29 (14:13)            | 0–            |
| 5. Oktober 2021      | SG VTB/Altjührden (Niedersachsen)           | Bergischer HC (1. Liga)            | 18:36 (07:17)            | 0315          |
| 6. Oktober 2021      | SG BBM Bietigheim (2. Liga)                 | MT Melsungen (1. Liga)             | 28:30 (10:16)            | 0632          |

- * Die Zahl der Zuschauer war in dieser Spielzeit während der COVID-19-Pandemie wegen der besonderen, regional verschiedenen Hygienevorschriften der Länder begrenzt.
- * 1 Der TuS N-Lübbecke spielte im für diese DHB-Runde maßgeblichen Vorjahr 2020 noch in der 2. Liga und bekam daher das Heimspielrecht der unterklassigen Mannschaft zugesprochen.
- * 2 Der HSVH spielte im für diese DHB-Runde maßgeblichen Vorjahr 2020 noch in der 2. Liga und bekam daher das Heimspielrecht der unterklassigen Mannschaft zugesprochen.
- * 3 Der SC Magdeburg nahm vom 5. bis 9. Oktober 2021 am IHF Super Globe 2021 teil, daher wurde die DHB-Pokal-Partie verlegt.
- * P Der TBV Lemgo ist Pokalverteidiger aus dem DHB-Pokal 2019/20 (2021).

## Achtelfinale
Das Achtelfinale wird am 14. und 15. Dezember 2021 ausgetragen. Aron Seesing zog die Spielpaarungen aus dem Lostopf.
| Datum                 | Heimmannschaft (Liga)           | Gastmannschaft (Liga)          | Ergebnis (Halbzeitstand)   | Zuschauer (*) |
| --------------------- | ------------------------------- | ------------------------------ | -------------------------- | ------------- |
| 14. Dezember 2021     | TBV Lemgo Lippe (1. Liga) * P   | Füchse Berlin (1. Liga)        | 32:29 n. V. (25:25; 12:15) | 1821          |
| 14. Dezember 2021     | VfL Gummersbach (2. Liga)       | HSG Nordhorn-Lingen (2. Liga)  | 38:26 (19:11)              | 0980          |
| 14. Dezember 2021     | HC Erlangen (1. Liga)           | HSG Wetzlar (1. Liga)          | 31:19 (12:9)               | 0340          |
| 15. Dezember 2021     | Rhein-Neckar Löwen (1. Liga)    | TVB Stuttgart (1. Liga)        | 35:30 (18:17)              | 0750          |
| 15. Dezember 2021     | TSV Hannover-Burgdorf (1. Liga) | THW Kiel (1. Liga)             | 28:30 n. V. (25:25; 13:12) | 2054          |
| 15. Dezember 2021     | TSV GWD Minden (1. Liga)        | Frisch Auf Göppingen (1. Liga) | 31:28 (20:13)              | 0365          |
| 15. Dezember 2021     | MT Melsungen (1. Liga)          | Bergischer HC (1. Liga)        | 28:22 (16:12)              | 1378          |
| 21. Dezember 2021 * 1 | ASV Hamm-Westfalen (2. Liga)    | SC Magdeburg (1. Liga)         | 26:31 (14:13)              | 1495          |

- * Die Zahl der Zuschauer war in dieser Spielzeit während der COVID-19-Pandemie wegen der besonderen, regional verschiedenen Hygienevorschriften der Länder begrenzt.
- * 1 Das Europapokal-Spiel IK Sävehof-SC Magdeburg am 23. November 2021 musste coronabedingt ausfallen und wurde durch die EHF auf den 14. Dezember 2021 verlegt, daher fand das DHB-Pokalspiel am 21. Dezember statt.[6]
- * P Der TBV Lemgo ist Pokalverteidiger aus dem DHB-Pokal 2019/20 (2021).

## Viertelfinale
Die Partien des Viertelfinales wurden am 17. Dezember 2021 durch Nadine Apetz ausgelost. Die Spiele sollten ursprünglich am 5. und 6. Februar 2022 ausgetragen werden. Am 4. Februar 2021 wurde das Spiel des TBV Lemgo gegen die MT Melsungen auf Antrag der Melsunger verschoben, da sechs ihrer Spieler aufgrund von Nachwirkungen einer Coronainfektion keine ärztliche Freigabe für die Partie erhalten hatten. Das Spiel wurde am 6. März 2022 nachgeholt. Die Gewinner ziehen in das REWE Final4 um den DHB-Pokal ein.
| Datum           | Heimmannschaft (Liga)        | Gastmannschaft (Liga)    | Ergebnis (Halbzeitstand) | Zuschauer (*) |
| --------------- | ---------------------------- | ------------------------ | ------------------------ | ------------- |
| 6. Februar 2022 | SC Magdeburg (1. Liga)       | TSV GWD Minden (1. Liga) | 34:26 (18:11)            | 2058          |
| 6. Februar 2022 | Rhein-Neckar Löwen (1. Liga) | THW Kiel (1. Liga)       | 24:26 (13:12)            | 2500          |
| 6. März 2022    | TBV Lemgo Lippe (1. Liga) P  | MT Melsungen (1. Liga)   | 28:24 (15:10)            | 2408          |
| 5. Februar 2022 | VfL Gummersbach (2. Liga)    | HC Erlangen (1. Liga)    | 27:29 (16:12)            | 1240          |

- * Die Zahl der Zuschauer war in dieser Spielzeit während der COVID-19-Pandemie wegen der besonderen, regional verschiedenen Hygienevorschriften der Länder begrenzt.

## Final Four
Beim Final Four wurden am 23. und 24. April 2022 die Spiele im Halbfinale und im Finale ausgetragen. Das Turnier fand in der Hamburger Barclays Arena statt.
Die Lose für die Ansetzungen der vier qualifizierten Teams wurden am 8. Februar 2022 in Hamburg durch Johannes Bitter gezogen.

### Halbfinale
| Datum          | Team 1       | Team 2          | Ergebnis (Halbzeitstand) | Zuschauer |
| -------------- | ------------ | --------------- | ------------------------ | --------- |
| 23. April 2022 | THW Kiel     | TBV Lemgo Lippe | 28:26 (12:12)            | 12.800    |
| 23. April 2022 | SC Magdeburg | HC Erlangen     | 30:22 (17:13)            | 12.800    |

### Finale
| Datum          | Team 1   | Team 2       | Ergebnis (Halbzeitstand) | Zuschauer |
| -------------- | -------- | ------------ | ------------------------ | --------- |
| 24. April 2022 | THW Kiel | SC Magdeburg | 28:21 (12:13)            | 13.200    |

Im Team des THW Kiel spielten Sagosen (8 Tore), Pekeler (6), Ekberg (4), Dahmke (2), Weinhold (2), Zarabec (2), Duvnjak (2), Landin (1), Reinkind (1) und Wiencek (1). Für den SC Magdeburg waren Magnusson (7 Tore), Pettersson (4), Weber (4), Saugstrup (2), Chrapkowski (1), Gullerud (1), Kristjansson (1) und Mertens (1) aufgeboten.